# Yvanilton de Almeida Costa
Yvanilton Raimundo de Almeida Costa (Maranhão, Brasil, 15 de enero de 1984) es un futbolista brasileño que juega como mediocampista y actualmente milita en la Liga Deportiva Alajuelense de la Primera División de Costa Rica.

## Clubes
| Club                      | País       | Año               |
| ------------------------- | ---------- | ----------------- |
| Iraty Sport Club          | Brasil     | 2007 - 2008       |
| Barueri                   | Brasil     | 2008              |
| Iraty Sport Club          | Brasil     | 2008              |
| Corinthians               | Brasil     | 2008 - 2009       |
| Iraty Sport Club          | Brasil     | 2009 - 2010       |
| Lobos BUAP                | México     | 2010 - 2011       |
| Novo Hamburgo             | Brasil     | 2011              |
| Londrina Esporte Clube    | Brasil     |                   |
| Ypiranga                  | Brasil     | 2012              |
| Guaratinguetá Futebol     | Brasil     | 2012              |
| Grêmio Esportivo Juventus | Brasil     |                   |
| Esporte Clube São Luiz    | Brasil     | 2013              |
| Aparecidense              | Brasil     |                   |
| Maringá Futebol Clube     | Brasil     |                   |
| Alajuelense               | Costa Rica | 2015 - Actualidad |

## Palmarés
| Título  | Club        | Año  |
| ------- | ----------- | ---- |
| Serie B | Corinthians | 2008 |